# Pinzig
Pinzig ist ein Gemeindeteil der Stadt Schauenstein im Landkreis Hof (Oberfranken, Bayern). Pinzig liegt in der Gemarkung Neudorf.

## Geografie
Beim Weiler entspringt der Rothenbach. Im Westen steigt das Gelände zum Jungfernbühl (642 m ü. NHN) an. Ein Wirtschaftsweg führt nach Neudorf (1,2 km nordwestlich) bzw. durch das Waldgebiet Binsig zu einer Gemeindeverbindungsstraße (0,9 km südöstlich), die südlich nach Almbranz bzw. nördlich nach Hartungs verläuft.

## Geschichte
Von 1797 bis 1810 unterstand Pinzig dem Justiz- und Kammeramt Naila. Infolge des Ersten Gemeindeedikts wurde Pinzig dem 1812 gebildeten Steuerdistrikt Volkmannsgrün und der zugleich entstandenen Ruralgemeinde Neudorf zugewiesen. Im Zuge der Gebietsreform in Bayern wurde Pinzig am 1. Januar 1972 nach Schauenstein eingemeindet.

### Einwohnerentwicklung
| Jahr      | 001861 | 001871 | 001885 | 001900 | 001925 | 001950 | 001961 | 001970 | 001987 | 002006 |
| Einwohner | *      | 22     | 15     | 15     | 11     | 19     | 11     | 10     | 7      | 5      |
| Häuser    |        |        | 3      | 3      | 3      | 3      | 3      |        | 3      |        |
| Quelle    | [ 6 ]  | [ 7 ]  | [ 8 ]  | [ 9 ]  | [ 10 ] | [ 11 ] | [ 12 ] | [ 13 ] | [ 14 ] |        |

## Religion
Pinzig ist evangelisch-lutherisch geprägt und bis heute nach St. Bartholomäus (Schauenstein) gepfarrt.